# Minové pole

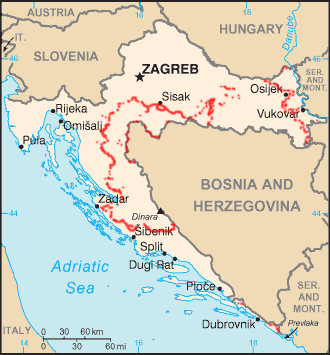
Minová pole v Chorvatsku, stav v roce 2006

Minové pole je oblast soustředěného výskytu pozemních či námořních min, která je určena k posílení obranných pozic a znemožnění rychlého průchodu nepřátelských jednotek. Ke zneškodňování se na zemi využívají speciální jednotky vybavené minohledačkami či speciálně upravenými vozidly, případně speciálně vycvičená zvířata. Na moři se k likvidaci min používají minolovky, případně minolovným zařízením mohou být vybaveny i jiné jednotky.
Používání pěchotních min zakazuje Ottawská úmluva, ke které se připojilo již více než 160 států.